# ويمان بريت
ويمان بريت (بالإنجليزية: Wayman Britt)‏ مواليد 31 أغسطس 1952 في كارولاينا الشمالية، هو لاعب كرة سلة أمريكي معتزل. بدأ مسيرته الاحترافية في سنة 1976. تم اختياره من قبل فريق لوس أنجلوس ليكرز خلال الدرافت. حمل الرقم 12. يبلغ طوله 6 قدم 2 بوصة (1.9 م). اعتزل اللعب في 1977.

## روابط خارجية
- ويمان بريت على موقع إن بي أي (الإنجليزية)
- ويمان بريت على موقع سبورتس رفرنس (الإنجليزية)
- ويمان بريت على موقع كلية كرة السلة في سبورتس رفرنس.كوم (الإنجليزية)
- ويمان بريت على موقع ريلجم (الإنجليزية)
- ويمان بريت على موقع بروبوليرز (الإنجليزية)